# Kaštel Quarko
Kaštel Quarko je stara utvrda u Kaštel Štafiliću.
Trogirski plemić Ivan Quarco (Kvarko) dobio je 1558. godine odobrenje da na položaju Bile (zapadno od kaštela Lodi, Kaštel Štafilić) sagradi svoj kaštel. Kaštel Kvarko prvi put se spominje 1588.godine u popisu stanovništva i tada ima 17 stanovnika.
Danas se na obali mogu vidjeti ostaci zidova kaštela koji formiraju pravokutnik dimenzija 14,8 x 18,5 metara položen u smjeru pružanja hridi, tj. sjeveroistok – jugozapad.Istočni zid bio je položen na hrid, ostali zidovi su temeljeni u moru. Na temelju vidljivih ostataka ne može se reći kojem je tipu utvrde pripadao.
Povjesničar Pavao Andreis piše da je dvorište (corativo) tog kaštela bilo prostrano i da je ulaz branila jedna kula (torretta).